# Primadonna
«Primadonna» ― сингл уэльской певицы Марины Диамандис, известной как Marina and the Diamonds, с ее второго студийного альбома Electra Heart. Он был выпущен 20 марта 2012 года в качестве лид-сингла альбома. Сингл вошел в первую 5-ку в Австрии, Ирландии и Новой Зеландии и в первую 20-ку в Великобритании, Венгрии и Швейцарии.

## История создания
Диамандис придумала название для трека в июле 2011 года. Записанная в октябре 2011 года «Primadonna» была последней песней с альбома Electra Heart, и, по словам Диамандис, сама выбрала себя в качестве первого сингла. На написание песни Марину вдохновил разрыв с бывшим бойфрендом.

## Критика
Несмотря на то, что песня получила противоречивые отзывы музыкальных критиков, она была хорошо принята в первые же часы после выхода на радио как поклонниками Диамандис, так и новыми слушателями, особенно в социальной сети Twitter.

## Музыкальный клип
Клип был снят в Копенгагене режиссером Каспером Бальслевым. Премьера состоялась 12 марта 2012 года. За два дня до выхода клипа Диамандис выпустила 15-секундное промо.

## Трек-лист
| - UK CD single 1. "Primadonna" – 3:41 2. "Primadonna" (Kat Krazy Remix) – 3:39 3. "Primadonna" (Walden Remix) – 6:21 4. "Primadonna" (Burns Remix) – 4:29 - Digital EP (remixes) 1. "Primadonna" – 3:41 2. "Primadonna" (Benny Benassi Remix) – 7:05 3. "Primadonna" (Riva Starr Remix) – 5:45 4. "Primadonna" (Burns Remix) – 4:29 5. "Primadonna" (Evian Christ Remix) – 3:44 | - US digital EP (remixes) 1. "Primadonna" (Walden Remix) – 6:20 2. "Primadonna" (Benny Benassi Remix) – 7:05 3. "Primadonna" (Kat Krazy Remix) – 4:52 4. "Primadonna" (Burns Remix) – 4:29 5. "Primadonna" (Evian Christ Remix) – 3:44 6. "Primadonna" (Riva Starr Remix) – 5:45 7. "Primadonna" (Until the Ribbon Breaks Remix) – 3:47 - German CD single and digital download 1. "Primadonna" – 3:41 2. "Primadonna" (Benny Benassi Remix) – 7:05 |

## Чарты
| Чарт (2012)                                | Высшая позиция |
| ------------------------------------------ | -------------- |
| Австралия (ARIA)                           | 21             |
| Australia Hitseekers (ARIA)                | 1              |
| Австрия (Ö3 Austria Top 40)                | 3              |
| СНГ (TopHit)                               | 20             |
| Дания (Tracklisten)                        | 12             |
| Европа (Billboard Euro Digital Song Sales) | 12             |
| Германия (GfK)                             | 18             |
| Венгрия (Rádiós Top 40)                    | 14             |
| Ирландия (IRMA)                            | 3              |
| Нидерланды (Single Top 100)                | 95             |
| Новая Зеландия (Recorded Music NZ)         | 4              |
| Romania (Airplay 100)                      | 89             |
| Шотландия (OCC Scotland)                   | 9              |
| Словакия (Rádio — Top 100)                 | 10             |
| Швейцария (Schweizer Hitparade)            | 16             |
| Великобритания (OCC UK Singles)            | 11             |

| Чарт (2012)                     | Позиция |
| ------------------------------- | ------- |
| Austria (Ö3 Austria Top 40)     | 36      |
| CIS (Tophit)                    | 62      |
| Hungary (Rádiós Top 40)         | 32      |
| Ireland (IRMA)                  | 20      |
| New Zealand (Recorded Music NZ) | 43      |
| UK Singles (OCC)                | 113     |

## Сертификации
| Регион | Сертификация | Продажи   |
| --- | ------------ | --------- |
| Австралия (ARIA) | Платиновый   | 70 000^   |
| Австрия (IFPI Austria) | Золотой      | 15 000*   |
| Дания (IFPI Danmark) | Платиновый   | 30 000^   |
| Новая Зеландия (RMNZ) | Платиновый   | 15 000*   |
| Великобритания (BPI) | Золотой      | 400 000   |
| США (RIAA) | Платиновый   | 1 000 000 |
| * Данные о продажах приведены только на основе сертификации. · ^ Данные о тиражах приведены только на основе сертификации. · Данные о продажах + прослушиваниях приведены только на основе сертификации. |              |           |